# Bärgarholmen
Bärgarholmen är en ö i Finland. Den ligger i Finska viken och i kommunen Sibbo i den ekonomiska regionen  Helsingfors i landskapet Nyland, i den södra delen av landet. Ön ligger omkring 24 kilometer öster om Helsingfors.
Öns area är 24,4 hektar och dess största längd är 1,1 kilometer i sydöst-nordvästlig riktning. Ön höjer sig omkring 30 meter över havsytan. I omgivningarna runt Bärgarholmen växer i huvudsak blandskog.